# Ölsburg (Burg)
Die Ölsburg ist eine abgegangene mittelalterliche Burg im Ortsteil Ölsburg der Gemeinde Ilsede in Niedersachsen. Sie entstand im 10. Jahrhundert und war für den Ort Ölsburg namensgebend.

## Beschreibung
Die Burgstelle lag am westlichen Rand der Fuhseniederung unweit des Flusses. Auf einer historischen Flurkarte von 1770 ist die Burg als eine runde Erhebung von 100 bis 110 Meter Durchmesser eingezeichnet. Anhand der heutigen Topographie ist die Lage des früheren Burggrabens erkennbar, der später verfüllt wurde.
Einer nicht mehr erhaltenen urkundlichen Nachricht zufolge soll Hathwig oder Hedwig von Assel († vor 1018), die Witwe des Grafen Altmann von Ölsburg, die Burg nach seinem Tod im Jahre 1002/1003 in ein Chorherrenstift umgewandelt haben. Eine erste Erwähnung findet das Chorherrenstift im 12. Jahrhundert. Die Stiftsgebäude und die Stiftskirche St. Caecilia wurden im 18. bis 19. Jahrhundert abgerissen.

## Untersuchungen
2016 wurde bei Bauarbeiten auf dem früheren Burg- und Stiftsareal in 1,7 Meter Tiefe eine Bodenschicht entdeckt, die beim Zuschütten des früheren Burggrabens entstanden ist. Darin wurden spätmittelalterliche und frühneuzeitliche Keramikscherben gefunden. Sie deuten auf eine Verfüllung des Burggrabens im 14. und 15. sowie im 17. Jahrhundert. Darüber hinaus wurden zur Erkundung Bohrungen bis in 6,50 Meter Tiefe niedergebracht. Damit ließ sich ein früherer 5,7 Meter tiefer und 13 Meter breiter Spitzgraben erkennen. Wahrscheinlich wurde er erst im 19. Jahrhundert völlig zugeschüttet.
Bei einer Ausgrabung im Jahr 2021 wurden Belege dafür gefunden, dass die Burg bereits im 10. Jahrhundert bestand und im Frühmittelalter zu den am stärksten befestigten Anlagen in Norddeutschland gehörte. Die Untersuchung einer Mörtelprobe von einer freigelegten Wallmauer ergab, dass sie in der ersten Hälfte des 10. Jahrhunderts errichtet wurde.